# Chemin de fer de La Mure
| Zug bei La Mure, 2009 |                         |                                                               |                                                               |
| Streckenlänge: | 30 km                   |                                                               |                                                               |
| Spurweite: | 1000 mm (Meterspur)     |                                                               |                                                               |
| Stromsystem: | 2400 V Gleichspannung = |                                                               |                                                               |
| Maximale Neigung: | 28,5 ‰                  |                                                               |                                                               |
| Minimaler Radius: | 100 m                   |                                                               |                                                               |
| Zweigleisigkeit: | nein                    |                                                               |                                                               |
| |                         |                                                               |                                                               |
| \| \| \| Bahnstrecke Lyon–Marseille von Grenoble/Lyon \| \| \| \| 0,0 \| Saint-Georges-de-Commiers \| 315 m ü. M. \| \| \| \| \| \| \| \| \| Bahnstrecke Lyon–Marseille n. Aspres-sur-Buëch/Marseille \| \| \| \| \| \| \| \| \| \| Tunnel de Ravision (383 m) \| \| \| \| 4,8 \| Tunnel du Mollard (89 m) \| Tunnel du Mollard (89 m) \| \| \| 5,5 \| Tunnel de Pré-Bréon (255 m) \| Tunnel de Pré-Bréon (255 m) \| \| \| 6,5 \| Tunnel de Commiers (129 m) \| Tunnel de Commiers (129 m) \| \| \| 7,0 \| Notre-Dame-de-Commiers \| 478 m ü. M. \| \| \| 7,2 \| Tunnel du Bessat (89 m) \| Tunnel du Bessat (89 m) \| \| \| 9,3 \| Tunnel de Pierre-Villaire (88 m) \| Tunnel de Pierre-Villaire (88 m) \| \| \| 9,8 \| Tunnel des Ripeaux (438 m) \| Tunnel des Ripeaux (438 m) \| \| \| 11,3 \| Viadukt du Pivon (51 m) \| Viadukt du Pivon (51 m) \| \| \| 11,7 \| Tunnel des Challanches I (153 m) \| Tunnel des Challanches I (153 m) \| \| \| 12,0 \| Tunnel des Challanches II (299 m) \| Tunnel des Challanches II (299 m) \| \| \| 13,1 \| Tunnel de Serguignier (310 m) \| Tunnel de Serguignier (310 m) \| \| \| \| \| \| \| \| 13,3-4 \| Viadukt de la Clapisse (48 m) Felssturz vom 26. Oktober 2010 \| Viadukt de la Clapisse (48 m) Felssturz vom 26. Oktober 2010 \| \| \| \| \| \| \| \| \| \| \| \| \| 13,5 \| Tunnel des Brondes (401 m) Südende durch ein Tor verschlossen \| Tunnel des Brondes (401 m) Südende durch ein Tor verschlossen \| \| \| \| \| \| \| \| \| ab hier sind die Gleise abgebaut \| \| \| \| \| neue Aussichtsplattform und Fußweg \| 656 m ü. M. \| \| \| 14,3 \| Viadukt de la Rivoire (54 m) \| Viadukt de la Rivoire (54 m) \| \| \| 14,4 \| Tunnel de la Rivoire (50 m) \| Tunnel de la Rivoire (50 m) \| \| \| \| neues Restaurant auf der ehm. Bahnstrecke \| \| \| \| 14,7 \| Tunnel de Gravaison (85 m) \| Tunnel de Gravaison (85 m) \| \| \| \| bis hier sind die Gleise abgebaut \| \| \| \| 15 \| Quai Grands Balcons \| Quai Grands Balcons \| \| \| 15,6 \| Tunnel des Raux (30 m) \| Tunnel des Raux (30 m) \| \| \| 16 \| La Motte-les-Bains \| 705 m ü. M. \| \| \| 17 \| Viadukt du Ravin Vaulx (133 m) \| Viadukt du Ravin Vaulx (133 m) \| \| \| 18,1 \| Unterer Loullaviadukt (76 m) \| Unterer Loullaviadukt (76 m) \| \| \| 19 \| Tunnel de la Tuilerie (136 m) \| Tunnel de la Tuilerie (136 m) \| \| \| 19,6 \| Oberer Loullaviadukt (113 m) \| Oberer Loullaviadukt (113 m) \| \| \| 19,7 \| Tunnel de la Loulla (36 m) \| Tunnel de la Loulla (36 m) \| \| \| 22 \| Tunnel de Combefolle (214 m) \| Tunnel de Combefolle (214 m) \| \| \| \| Zweigstrecke nach Notre-Dame-de-Vaulx (Mine) \| \| \| \| 22,6 \| La Motte-d’Aveillans \| 867 m ü. M. \| \| \| 23,9 \| Tunnel de la Festinière (1071 m) \| Tunnel de la Festinière (1071 m) \| \| \| 26,5 \| Peychagnard \| 916 m ü. M. \| \| \| \| Le Villared \| 889 m ü. M. \| \| \| 30 \| La Mure \| 881 m ü. M. \| \| \| \| La Mure-Ville \| 865 m ü. M. \| \| \| \| Strecke nach Corps (abgebaut) \| \| |                         |                                                               |                                                               |
| Strecke |                         | Bahnstrecke Lyon–Marseille von Grenoble/Lyon                  | Bahnstrecke Lyon–Marseille von Grenoble/Lyon                  |
| Bahnhof · Kopfbahnhof Streckenanfang (Strecke außer Betrieb) | 0,0                     | Saint-Georges-de-Commiers                                     | 315 m ü. M.                                                   |
| |                         |                                                               |                                                               |
| Strecke nach rechts |                         | Bahnstrecke Lyon–Marseille n. Aspres-sur-Buëch/Marseille      | Bahnstrecke Lyon–Marseille n. Aspres-sur-Buëch/Marseille      |
| |                         |                                                               |                                                               |
| Tunnel (Strecke außer Betrieb) |                         | Tunnel de Ravision (383 m)                                    | Tunnel de Ravision (383 m)                                    |
| Tunnel (Strecke außer Betrieb) | 4,8                     | Tunnel du Mollard (89 m)                                      | Tunnel du Mollard (89 m)                                      |
| Tunnel (Strecke außer Betrieb) | 5,5                     | Tunnel de Pré-Bréon (255 m)                                   | Tunnel de Pré-Bréon (255 m)                                   |
| Tunnel (Strecke außer Betrieb) | 6,5                     | Tunnel de Commiers (129 m)                                    | Tunnel de Commiers (129 m)                                    |
| Bahnhof (Strecke außer Betrieb) | 7,0                     | Notre-Dame-de-Commiers                                        | 478 m ü. M.                                                   |
| Tunnel (Strecke außer Betrieb) | 7,2                     | Tunnel du Bessat (89 m)                                       | Tunnel du Bessat (89 m)                                       |
| Tunnel (Strecke außer Betrieb) | 9,3                     | Tunnel de Pierre-Villaire (88 m)                              | Tunnel de Pierre-Villaire (88 m)                              |
| Tunnel (Strecke außer Betrieb) | 9,8                     | Tunnel des Ripeaux (438 m)                                    | Tunnel des Ripeaux (438 m)                                    |
| Brücke (Strecke außer Betrieb) | 11,3                    | Viadukt du Pivon (51 m)                                       | Viadukt du Pivon (51 m)                                       |
| Tunnel (Strecke außer Betrieb) | 11,7                    | Tunnel des Challanches I (153 m)                              | Tunnel des Challanches I (153 m)                              |
| Tunnel (Strecke außer Betrieb) | 12,0                    | Tunnel des Challanches II (299 m)                             | Tunnel des Challanches II (299 m)                             |
| Tunnel (Strecke außer Betrieb) | 13,1                    | Tunnel de Serguignier (310 m)                                 | Tunnel de Serguignier (310 m)                                 |
| |                         |                                                               |                                                               |
| Brücke (Strecke außer Betrieb) | 13,3-4                  | Viadukt de la Clapisse (48 m) Felssturz vom 26. Oktober 2010  | Viadukt de la Clapisse (48 m) Felssturz vom 26. Oktober 2010  |
| |                         |                                                               |                                                               |
| |                         |                                                               |                                                               |
| Tunnel (Strecke außer Betrieb) | 13,5                    | Tunnel des Brondes (401 m) Südende durch ein Tor verschlossen | Tunnel des Brondes (401 m) Südende durch ein Tor verschlossen |
| |                         |                                                               |                                                               |
| Kilometer-Wechsel (Strecke außer Betrieb) |                         | ab hier sind die Gleise abgebaut                              | ab hier sind die Gleise abgebaut                              |
| Strecke (außer Betrieb) |                         | neue Aussichtsplattform und Fußweg                            | 656 m ü. M.                                                   |
| Brücke (Strecke außer Betrieb) | 14,3                    | Viadukt de la Rivoire (54 m)                                  | Viadukt de la Rivoire (54 m)                                  |
| Tunnel (Strecke außer Betrieb) | 14,4                    | Tunnel de la Rivoire (50 m)                                   | Tunnel de la Rivoire (50 m)                                   |
| Strecke (außer Betrieb) |                         | neues Restaurant auf der ehm. Bahnstrecke                     | neues Restaurant auf der ehm. Bahnstrecke                     |
| Tunnel (Strecke außer Betrieb) | 14,7                    | Tunnel de Gravaison (85 m)                                    | Tunnel de Gravaison (85 m)                                    |
| Kilometer-Wechsel (Strecke außer Betrieb) |                         | bis hier sind die Gleise abgebaut                             | bis hier sind die Gleise abgebaut                             |
| Kopfbahnhof Strecke bis hier außer Betrieb | 15                      | Quai Grands Balcons                                           | Quai Grands Balcons                                           |
| Tunnel | 15,6                    | Tunnel des Raux (30 m)                                        | Tunnel des Raux (30 m)                                        |
| Bahnhof | 16                      | La Motte-les-Bains                                            | 705 m ü. M.                                                   |
| Brücke über Wasserlauf | 17                      | Viadukt du Ravin Vaulx (133 m)                                | Viadukt du Ravin Vaulx (133 m)                                |
| Brücke über Wasserlauf | 18,1                    | Unterer Loullaviadukt (76 m)                                  | Unterer Loullaviadukt (76 m)                                  |
| Tunnel | 19                      | Tunnel de la Tuilerie (136 m)                                 | Tunnel de la Tuilerie (136 m)                                 |
| Brücke über Wasserlauf | 19,6                    | Oberer Loullaviadukt (113 m)                                  | Oberer Loullaviadukt (113 m)                                  |
| Tunnel | 19,7                    | Tunnel de la Loulla (36 m)                                    | Tunnel de la Loulla (36 m)                                    |
| Tunnel | 22                      | Tunnel de Combefolle (214 m)                                  | Tunnel de Combefolle (214 m)                                  |
| Abzweig geradeaus und ehemals von links |                         | Zweigstrecke nach Notre-Dame-de-Vaulx (Mine)                  | Zweigstrecke nach Notre-Dame-de-Vaulx (Mine)                  |
| Bahnhof | 22,6                    | La Motte-d’Aveillans                                          | 867 m ü. M.                                                   |
| Tunnel | 23,9                    | Tunnel de la Festinière (1071 m)                              | Tunnel de la Festinière (1071 m)                              |
| Haltepunkt / Haltestelle | 26,5                    | Peychagnard                                                   | 916 m ü. M.                                                   |
| Haltepunkt / Haltestelle |                         | Le Villared                                                   | 889 m ü. M.                                                   |
| Kopfbahnhof Strecke ab hier außer Betrieb | 30                      | La Mure                                                       | 881 m ü. M.                                                   |
| Haltepunkt / Haltestelle (Strecke außer Betrieb) |                         | La Mure-Ville                                                 | 865 m ü. M.                                                   |
| Strecke (außer Betrieb) |                         | Strecke nach Corps (abgebaut)                                 | Strecke nach Corps (abgebaut)                                 |

Chemin de fer de La Mure ist die gängige Bezeichnung für eine elektrisch betriebene, in Meterspur ausgeführte Eisenbahnstrecke südlich von Grenoble in Frankreich. Sie führte zeitweilig von Saint-Georges-de-Commiers bis Corps und diente neben dem Personenverkehr dem Abtransport von Anthrazitkohle aus den Bergwerken von La Mure, vor allem zur Versorgung von Grenoble. Seit 2021 werden 15 km der Strecke wieder als Museumsbahn betrieben.

## Streckenbeschreibung
Die Strecke überwindet auf 30 Kilometern einen Höhenunterschied von 550 Metern und führt dabei über sechs große Viadukte und durch 18 Tunnel mit einer Gesamtlänge von mehr als vier Kilometern. Die maximale Steigung beträgt 28,5 ‰. Der Ausgangsbahnhof in Saint-Georges-de-Commiers liegt neben der 316 m hoch gelegenen gleichnamigen Station an der Bahnstrecke Lyon–Grenoble–Marseille. Die Strecke verlässt ihn nach Nordosten und biegt sofort in einem Tunnel nach Südwesten ab, um das Plateau von Monteynard zu umfahren. Mehrere Kurven dienen dazu, Höhe zu gewinnen. Südlich von Notre-Dame-de-Commiers führt die Strecke am Hang über dem Ostufer des langgestreckten Stausees Lac de Notre-Dame-de-Commiers entlang, danach etwa 150 m über dem Spiegel des Stausees von Monteynard-Avignonet. Sie biegt dann nach Osten ab und erreicht nach weiteren Kurven und Tunnels La Motte-d’Aveillans in 875 m Höhe, von wo die nicht elektrifizierte Strecke nach Notre-Dame-de-Vaulx abzweigte (in Betrieb 1888 bis 1936, nach 1952 abgebaut). Nach einem langen Tunnel unter La Festinière (925 m Höhe) führt die Strecke in südlicher Richtung bergab nach La Mure (882 m).

## Bau und Elektrifizierung

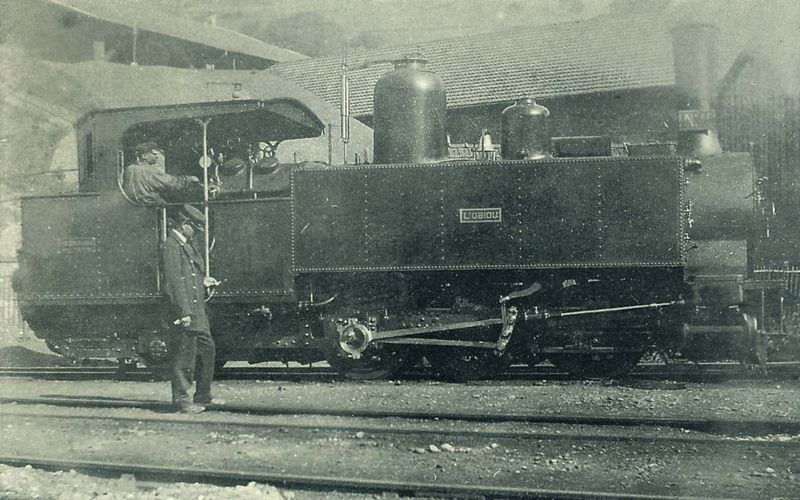
Lokomotive Typ 031 von Cie. Fives-Lille, L’Obiou, 1905

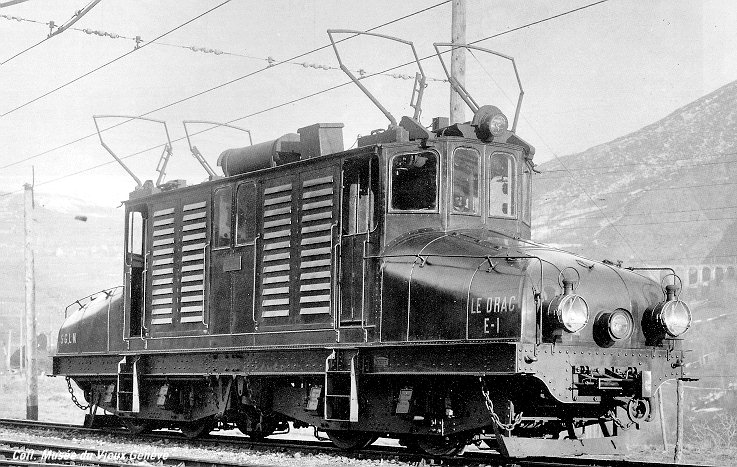
Elektrolokomotive Le Drac 1903

Die Strecke wurde nach sechsjähriger Bauzeit 1888 zusammen mit einem Abzweig von La Motte-d’Aveillans nach Notre-Dame-de-Vaulx eingeweiht. Die schwierigen Geländeverhältnisse ließen den Bau einer regelspurigen Strecke nicht zu, so dass die Meterspur angewendet wurde. Zwischen den Streckenkilometern 8 und 15 wurde der Baugrund am steilen Berghang über dem Drac sogar durch Artilleriebeschuss von der gegenüberliegenden Talseite vorbereitet. Zunächst wurde die Strecke mit von der Firma Fives-Lille gebauten Dampflokomotiven betrieben.
Zur Elektrifizierung ab 1906 wurde ursprünglich ein von dem Schweizer Ingenieur René Thury entwickeltes Dreileiter-Gleichstromsystem mit einem Leiter auf +1200 Volt, einem auf −1200 Volt und einem „Nullleiter“ zwischen den beiden Spannungen verwendet, das nach erfolgreichen Versuchen auf einer Teilstrecke 1912 auf die gesamte Strecke zwischen Saint-Georges-de-Commiers und La Mure ausgedehnt wurde. Die Versorgung erfolgte über eine zweipolige Oberleitung mit den Fahrschienen als „Nullleiter“ und zwei Stromabnehmerpaaren auf den Triebfahrzeugen. Damit konnten hohe Leistungen übertragen, zugleich jedoch die Spannung der Fahrmotoren in tragbaren Grenzen gehalten werden.
Die erste elektrische Lokomotive E1 „Le Drac“, benannt nach dem neben der Strecke liegenden Fluss, wog 50 Tonnen und hatte vier Achsen mit Einzelachsantrieb, deren vier Motoren zusammen 500 PS (ca. 367 kW) leisteten. Sie konnte auf der Bergfahrt 20 leere Waggons (das heißt 100 Tonnen) und bei Talfahrt 300 Tonnen mit einer Geschwindigkeit von 22,5 km/h ziehen. Vier ähnliche Maschinen wurden zwischen 1905 und 1909 geliefert und versahen bis 1933 ihren Dienst.
1926 wurde die Strecke von La Mure über Siévoz nach Valbonnais verlängert, was den Bau eines weiteren Viadukts erforderte, 1932 von Siévoz nach Corps. Zu einer Verbindung nach Gap über die 1912 begonnene, aber nie fertiggestellte Strecke durch den Champsaur kam es nicht mehr, ebenso wenig zu einer Verlängerung des Abzweigs nach Notre-Dame-de-Vaulx bis Laffrey.
1951 wurde die Bahn auf 2400 Volt Gleichspannung mit herkömmlicher einpoliger Fahrleitung umgestellt.

## Betrieb
Die Strecke diente vor allem dem Transport von Anthrazit. 1935 verkehrten täglich drei Personenzugpaare zwischen Saint-Georges-de-Commiers und Corps und eins zwischen Saint-Georges und La Mure. Nach und von Valbonnais musste in Siévoz umgestiegen werden. Bis zur Einstellung des Betriebs auf dem Abzweig nach Notre-Dame-de-Vaulx im Jahr 1936 gab es auch dort Personenverkehr. Infolge der Konkurrenz des Straßenverkehrs wurde der Personenverkehr 1950 ganz eingestellt. 1952 endete der Gesamtverkehr zwischen La Mure und Corps.
Die zunehmende Verwendung von Erdölprodukten als Brenn- und Treibstoffe führte zu einem Rückgang der Nachfrage nach Anthrazit. Daher wurde 1988 der Kohletransport eingestellt. 1997 wurde die Strecke als Museumsbahn für touristische Zwecke wieder in Betrieb genommen und in La Mure eine kurze Verlängerung entlang des Flusses Jonche für gelegentliche Sonderfahrten gebaut. Von April bis Oktober verkehrten bis zu vier Zugpaare am Tag mit Begegnungen in La Motte-d’Aveillans. Die Höchstgeschwindigkeit betrug 30 km/h, die Fahrzeit etwa 1 h 40 min. 2008 wurde die Fahrleitung erneuert.

## Unterbrechung und Wiederaufnahme des Betriebs

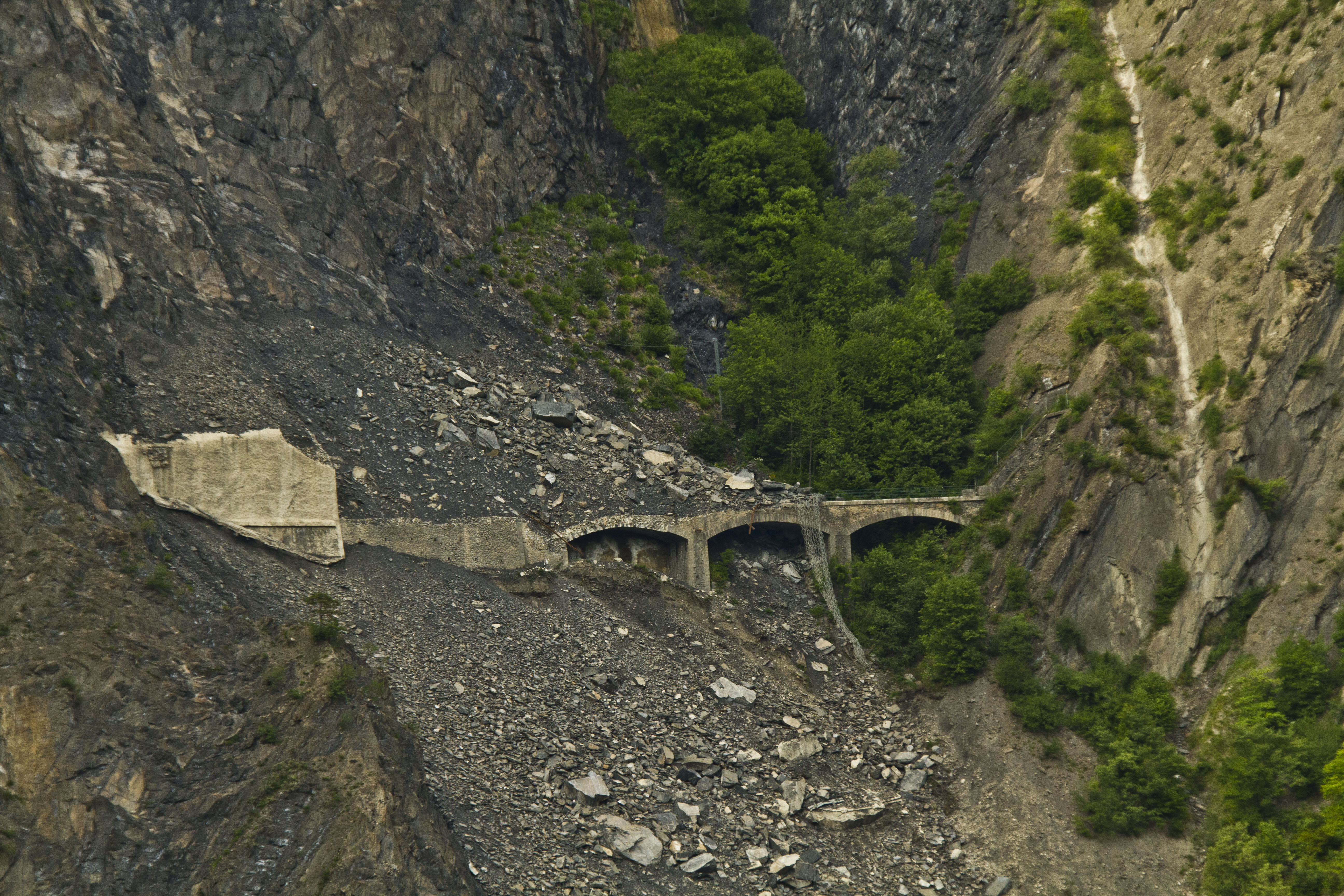
Auswirkungen des Felssturzes vom 26. Oktober 2010

Am 26. Oktober 2010 wurde die Strecke durch einen Felssturz bei Streckenkilometer 13.460 auf einem kurzen Abschnitt zwischen zwei Tunneln verschüttet und war seitdem außer Betrieb. Nachdem vorherige Konzepte gescheitert waren, wurde ab 2018 ein neuer Endpunkt Quai des Grands Balcons im oberen Teil der Strecke vor dem Einschwenken der Trasse in das Tal des Drac errichtet und im weiteren Verlauf die Strecke etwa einen Kilometer lang zum Fußweg umgebaut. Der Betrieb startete am 21. Juli 2021 mit einer Zuggarnitur und drei Fahrten je Richtung. Seither firmiert die Bahn unter dem Namen Le Petit Train de La Mure.